# Yaongo
Yaongo est une localité située dans le département de Dargo de la province du Namentenga dans la région Centre-Nord au Burkina Faso.

## Géographie
Yaongo se trouve à 10 km au sud de Dargo, le chef-lieu du département et à 30 km à l'est de Boulsa.

## Éducation et santé
Yaongo accueille un centre de santé et de promotion sociale (CSPS) tandis que le centre médical avec antenne chirurgicale (CMA) de la province se trouve à Boulsa.